# Pickett's Charge
Hovedartikel: Slaget ved Gettysburg
Pickett's Charge var et infanteriangreb, som blev beordret af general Robert E. Lee mod generalmajor George G. Meades stillinger på Cemetery Ridge den 3. juli 1863, sidstedagen i Slaget ved Gettysburg under den Amerikanske borgerkrig. Slagets nytteløshed blev forudsagt af lederen af angrebet, generalløjtnant James Longstreet, og det kan hævdes, at det var en fejltagelse som kunne være undgået og som Amerikas Konfødererede Stater aldrig rigtig overvandt de psykologiske konsekvenser af. Det punkt hvor angrebet trængte længst frem har fået tilnavnet "Konføderationens højvandsmærke".
Angrebet er opkaldt efter generalmajor George E. Pickett, en af tre konfødererede generaler, som ledede angrebet under Longstreet.
Efter at konfødererede angreb på begge unionens flanker var slået fejl den foregående dag og aften var Lee fast besluttet på at slå til mod Unionens centrum på 3. dagen. Om natten den 2. juli forudså general Meade ved et krigsråd at Lee ville forsøge et angreb mod centrum i fronten den følgende morgen.
Inden infanteriangrebet blev sat ind blev det forberedt gennem et massivt artilleribombardement, som skulle opbløde unionens forsvar og bringe dets artilleri til tavshed, men det var stort set uden virkning. Omkring 12.500 mand i 9 infanteribrigader rykkede ca. 1,2 km frem over åbent terræn under kraftig beskydning fra artilleri og rifler. Selv om det lykkedes de konfødererede at gennembryde den lave stenmur, som beskyttede mange af unionsforsvarerne kunne de ikke fastholde deres stilling og blev tvunget tilbage med tab på over 50%, et afgørende nederlag, som afsluttede 3-dages slaget og Lees kampagne i Pennsylvania.
 Da han nogle år senere blev spurgt om, hvorfor hans angreb ved Gettysburg slog fejl, svarede general Pickett: "Jeg har altid ment, at yankierne havde en finger med i spillet".

## Planer og kommandostrukturer
Angrebet var planlagt at skulle omfatte tre konfødererede divisioner under kommando af generalmajor George E. Pickett, brigadegeneral J. Johnston Pettigrew og generalmajor Isaac R. Trimble, og bestå af tropper fra generalløjtnant James Longstreets 1. Korps og generalløjtnant A.P. Hills 3. Korps. Pettigrew havde kommandoen over brigader fra generalmajor Henry Heths gamle division under kommando af oberst Birkett D. Fry (Archers Brigade), oberst James K. Marshall (Pettigrews Brigade), brigadegeneral Joseph R. Davis og oberst John M. Brockenbrough. Trimble, der havde kommandoen over generalmajor Dorsey Penders division, med brigaderne under brigadegeneralerne Alfred M. Scales og James H. Lane. To brigader fra generalmajor Richard H. Andersons division (Hills Korps) skulle støtte angrebet på dets højre flanke. Det var brigaderne under brigadegeneral Cadmus M. Wilcox og oberst David Lang (Perry's brigade).
Målet for det konfødererede angreb var centrum i Army of the Potomacs 2. Korps under generalmajor Winfield S. Hancock. Lige i centrum stod brigadegeneral John Gibbons division med brigaderne under brigadegeneral William Harrow, oberst Norman J. Hall og brigadegeneral Alexander S. Webb. Nord herfor stod brigader fra brigadegeneral Alexander Hays' division og syd for stod generalmajor Abner Doubledays division fra 1. Korps, der omfattede 2. brigade fra Vermont under brigadegeneral George J. Stannard og 121. Pennsylvania Regiment under kommando af oberst Chapman Biddle. General Meades hovedkvarter lå lige bag 2. Korps linjer i et lille hus, der blev ejet af enken Lydia Leister.
Det specifikke mål for angrebet har været en kilde til strid blandt historikere. Traditionelt er "lunden" på Cemetery Hill blevet anset for at være det visuelle landemærke, som angrebsstyrken styrede mod. Historiske fremstillinger, såsom filmen Gettysburg fra 1993, fortsætter med at videregive dette synspunkt, som stammer fra Gettysburg historikeren John B. Bachelder i 1880'erne. Nyere forskning, herunder udgivne værker af nogle af historikerne ved Gettysburg National Military Park, har i stedet foreslået, at Lees mål kunne være Zieglers Grove på Cemetery Hill, en mere prominent og særdeles tydelig gruppe træer ca. 275 meter nord for lunden. Den meget diskuterede teori angiver at Lees overordnede plan for angrebene på 2. dagen (erobringen af Cemetery Hill) var det samme på 3. dagen, og angrebet på 3. dagen var også rettet mod at erobre bakken og det netværk af veje, som det kontrollerede. Lunden, som i dag er et prominent landemærke var mindre end 3 meter høje i 1863, og kunne kun ses af en del af de angribende kolonner var visse dele af slagmarken.
Fra begyndelsen af planlægning gik der fisk i det for de konfødererede. Mens Picketts division endnu ikke havde været i kamp ved Gettysburg blev A.P. Hills helbred pludselig et tema, og han deltog ikke i udvælgelsen af hvilke tropper, der skulle indsættes i angrebet. Noget af Hills korps havde kun forbigående været i kamp den 1. juli og slet ikke den 2. juli, men det endte med at være tropper, som havde været i voldsom kamp den 1. juli der blev udvalgt til angrebet. 
Selv om angrebet går under navnet Pickett's Charge, var det James Longstreet, der havde den overordnede ledelse af angreb, og Pickett var blot en af hans divisionschefer. Lee sagde ganske vist til Longstreet at Picketts friske division skulle føre an i angrebet, så navnet er sådan set passende nok, selv om nogle af vor tids historikere har brugt navnet Pickett-Pettigrew-Trimble Assault (eller knap så ofte Longstreets Assault) for at sprede laurbærrene eller kritikken mere rimeligt. Med Hill sat ud af spillet blev Pettigrews og Trimbles divisioner underlagt Longstreet. General Pickett har således givet navn til et angreb, hvor han havde kommandoen over omkring en tredjedel af tropperne og var under kommando af korpschef hele vejen. Picketts mænd stammede næsten alle sammen fra Virginia, mens de andre divisioner omfattede tropper fra North Carolina, Mississippi, Alabama og Tennessee. Støttetropperne under Wilcox og Lang var fra Alabama og Florida.
I forbindelse med infanteriangrebet planlagde Lee et kavalerifremstød mod unionens bagområder. Generalmajor J.E.B. Stuart førte sin kavaleridivision mod øst som forberedelse til at udnytte et eventuelt gennembrud til at afbryde unionens forbindelselinjer og retræterute langs Baltimore Pike.
Trods Lees håb om at komme tidligt i gang tog det hele morgenen at få infanteristyrken på plads. Hverken Lees eller Longstreets hovedkvarterer sendte ordrer til Pickett om hans division skulle være klar ved daggry. Historikeren Jeffrey D. Wert skyder skylden for denne forglemmelse på Longstreet, enten som en misforståelse af Lees mundtlige ordre eller som en misforståelse. Nogle af de mange kritikere af Longstreets indsats ved Gettysburg i efterkrigstidens Lost Cause bevægelse henviser til denne fejl, som bevis for at Longstreet bevidst underminerede Lees planer.
I mellemtiden udkæmpedes der et syv timer langt slag på den yderste højrefløj af unionens linje om kontrollen over Culp's Hill. Lee ville synkronisere sin offensiv, så Meade ikke kunne koncentrere sin numerisk større styrke, men angrebene var dårligt koordineret og generalmajor Edward "Allegheny" Johnson's angreb mod Culp's Hill døde hen netop som Longstreets bombardement begyndte.

## Artilleri bombardementet
Inden infanteriangrebet blev sat ind blev der gennemført hvad general Lee håbede ville være et kraftigt og velkoncentreret bombardement af unionens stillinger i centrum, som skulle sætte unionens artilleribatterier ud af spillet og demoralisere unionens infanteri. Men en kombination af dårlig ledelse af artilleriet og defekt udstyr gjorde dette umuligt fra starten. Longstreets artillerichef, oberst Edward Porter Alexander, havde i realiteren kommandoen over alt artilleriet. Lees artillerichef, generalmajor William N. Pendleton, spillede ikke den store rolle, udover at forhindre effektiv placering af artilleri fra de andre to korps. Trods Alexanders indsats var der derfor en utilstrækkelig koncentration af konfødereret ild mod målene.
Bombardementet den 3. juli var formentlig det største i krigen, med hundreder af kanoner på begge sider, som skød i næsten to timer, fra kl. 13. Der var mellem 150 og 170 konfødererede kanoner som skød langs en linje der var 3 km lang fra Peach Orchard i syd og stort set parallelt med Emmitsburg Road. Den konfødererede brigadegeneral Evander M. Law skrev: "Kanonaden i ... centrum... udgjorde en af de mest fantastiske slagscener man har set i krigen. Når man så op gennem dalen mod Gettysburg var bakkerne på begge sider kronet af ild og røg da 300 kanoner nogenlunde ligeligt fordelt på begge sider udspyede deres regn af jern på hinanden."
Trods dets intensitet var beskydningen ikke særlig effektiv. De konfødererede granater skød ofte forbi infanteriets frontlinje og røgen der dækkede slagmarken skjulte dette for kanonererne. Unionens artillerichef, brigadegeneral Henry J. Hunt havde kun omkring 80 kanoner til rådighed til at skyde tilbage med. De geografiske forhold betød at der kun var begrænsede områder, hvor kanoner kunne placeres effektivt. Han gav også ordre til at beskydningen skulle ophøre, så man holdt hus med ammunitionen og Alexander fortolkede dette som tegn på at mange af batterierne var blevet ødelagt. Hunt måtte modstå de stærke argumenter fra general Hancock, som krævede at unionens kanoner blev affyret for at hæve moralen blandt infanteristerne, som holdt hovederne nede under Alexanders bombardement. Selv Meade blev påvirket af artilleriet – Leister house blev ofte ramt af granater som var skudt over målet, og han måtte flytte sig selv og sin stab til Powers Hill.
Det var en meget varm og fugtig dag, 31 °C ifølge en kilde, og de konfødererede led under den varme sol og fra modbeskydningen fra unionens batterier, mens de ventede på ordre til at rykke frem. Når unionens kanonerer skød for langt ramte de ofte infanteriet, som ventede i skovene på Seminary Ridge eller i lavningerne lige bag Alexanders kanoner, hvilket forårsagede betydelige tab endnu inden angrebet kom i gang.
Fra begyndelsen var Longstreet modstander af angrebet, og foretrak sin egen plan for en strategisk bevægelse rundt om Unionens venstre flanke. Han hævder at have sagt til Lee:
| Citat | General, jeg har været soldat i hele mit liv. Jeg har sammen med soldater som har kæmpet i par, i grupper, kompagnier, regimenter, divisioner og armeer, og bør så vel som nogen vide hvad soldater kan klare. Det er min mening, at der aldrig har været 15.000 soldater som kunne tage den stilling. | Citat |
|       | |       |

Longstreet prøvede at undgå at give ordre til angrebet ved at overlade det til den unge oberst Alexander, men til sidst gav han selv ordren uden ord. Da Alexander meddelte Pickett at han var ved at løbe tør for ammunition nikkede Longstreet modstræbende, da Pickett anmodede om at måtte sætte angrebet i gang. Der var næsten intet konfødereret artilleri, som havde ammunition til rådighed til at støtte Picketts angreb direkte.

## Infanteriangreb
Den samlede styrke, som trådte an mod unionens stillinger bestod af omkring 12.500 mand. Selv om angrebet i almindelighed omtales som et "charge" – dvs. en storm – marcherede mændene bevidst på linje med Pettigrew og Trimble til venstre og Pickett til højre. De ni brigader strakte sig over en mere end 1½ km lang front. De blev udsat for kraftig artilleribeskydning under den 1½ km lange fremrykning over åbne marker til unionens linje. Området mellem Seminary Ridge og Cemetery Ridge bølger en smule, og de fremrykkende tropper forsvandt somme tider af syne for unionens kanonerer. Mens de tre divisioner rykkede frem begyndte de ventende unionssoldater at råbe "Fredericksburg! Fredericksburg! Fredericksburg!" som hentydning til den katastrofale unionsfremrykning mod en konfødereret linje under Slaget ved Fredericksburg i 1862. Ilden fra oberstløjtnant Freeman McGilverys skjulte artilleristillinger nord for Little Round Top rev den højre fløj af de konfødereredes styrke op, mens artilleriild fra Cemetery Hill ramte venstre fløj. Granater og kugler i starten blev til kardæsker og geværild da de konfødererede kom 350 meter fra Unionens linje. Fronten snævredes ind til 800 meter da mændene fyldte hullerne, der opstod i linjen og fulgte den naturlige tendens til at søge væk fra beskydningen i flanken.
| Citat                                   | De blev straks indhyllet i den tyk sky af røg og støv. Arme, hoveder, tæpper, geværer og tornystre blev kastet og smidt op i den klare luft ... der lød en jammer fra marken, som kunne høres klart i kampens hede. | Citat |
| Oberstløjtnant Franklin Sawyer, 8. Ohio | |       |

På venstre flanke i angrebet blev Brockensbroughs brigade decimeret af artilleriild fra Cemetery Hill. Den blev også udsat fra en overraskende musketsalve fra 8. Ohio regiment. De 160 soldater fra Ohio skød i en enkelt kæde, og overraskede Brockenbroughs tropper fra Virginia, der allerede var demoraliserede af deres tab under artilleribeskydningen så de gik i panik og flygtede tilbage mod Seminary Ridge, hvor de undervejs stødte ind i Trimbles division og forårsagede at mange af hans tropper også flygtede. Tropperne fra Ohio fulgte det op med et vellykket angreb i siden på Davis' brigade fra Mississippi og North Carolina, som nu var venstre flanke af Pettigrews division. De overlevende blev udsat for stadig mere artilleribeskydning fra Cemetery Hill. Mere end 1.600 skud blev affyret mod Pettigrews mænd under angrebet. Denne del af angrebet kom aldrig ret meget længere end til det kraftige hegn ved Emmitsburg Road. På dette tidspunkt var de konfødererede tæt nok på, til at kunne blive beskudt med kardæsker og Alexander Hays' division udsatte dem for en meget effektiv musketild fra en 240 meter lang stenmur, hvor alle riffelskytter i divisionen stod opstillet fire mand i dybden og skiftede plads så alle efter tur kunne skyde og lade.
Trimbles division med to brigader fulgte efter Pettigrews, men gjorde ikke store fremskridt. Forvirring om ordrerne fra Tremble fik Lane til kun at sende 3½ af hans regimenter fra North Carolina frem. Fornyet beskydning fra 8. Ohio og Heys riffelskytter forhindrede de fleste i at rykke forbi Emmitsburg Road. Scales' brigade fra North Carolina brigade, anført af oberst William L. J. Lowrance, startede med et større handicap—de havde mistet næsten 2/3 af deres mænd den 1. juli. De blev også drevet tilbage og Lowrance blev såret. Unionsforsvarerne havde også tab, men Hays opmuntrede sine folk ved at ride frem og tilbage lige bag kamplinjen mens han råbte "Hurra drenge, vi gør dem helvede hedt!". To heste blev skudt væk under ham. Historikeren Stephen W. Sears kalder Hays' indsats "inspirerende".
På højre flanke krydsede Picketts virginiere Emmetsburg Road og drejede delvis mod venstre for at vende mod nordøst. De marcherede i to linjer, under anførsel af brigaderne under brigadegeneral James L. Kemper til højre og brigadegeneral Richard B. Garnett til venstre. Brigadegeneral Lewis A. Armisteads brigade fulgte tæt efter. Da divisionen drejede til venstre blev dens højre flanke udsat for McGilverys kanoner og fronten af Doubledays division på Cemetery Ridge. Stannards brigade fra Vermont marcherede frem, drejede mod nord og leverede en ødelæggende beskydning mod bagenden af Kempers brigade. Omkring dette tidspunkt blev general Hancock, som havde været synlig på hesteryg ved sine folk under den konfødererede artilleribeskydning, såret af en kugle der ramte knoppen på hans sadel og fortsatte ind i hans inderlår med træsplinter og et stort bøjet søm. Han nægtede at blive evakueret bagud indtil slaget var afgjort.
Mens Picketts mænd rykkede frem modstod de den defensive beskydning fra først Stannards brigade, så Harrows og derpå Halls inden de nåede et mindre fremspring i unionens centrum, en lav stenmur som gjorde et knæk 75 meter frem, efterfølgende kendt som "The Angle." Den blev forsvaret af brigadegeneral Alexander S. Webbs Philadelphia Brigade. Webb placerede de to resterende kanoner fra den alvorligt sårede løjtnant Alonzo Cushings Batteri A i 4. US Artillery ved fronten af sin linje ved stenmuren, sammen med 69. og 71 Pennsylvania regimenterne for at forsvare stenmuren og kanonerne. De to kanoner og 940 mand kunne ikke stå mål med den voldsomme ildskraft som Hays division til højre for dem havde kunnet præstere.
Der åbnede sig to huller i Unionens linje: lederen af 71. Pennsylvania beordrede sine mænd til at trække sig tilbage da de konfødererede kom for tæt på "the Angle" syd for lunden, og mændene i 59. New York (fra Halls brigade) stak ganske uforklarligt af til bagområdet. I det sidste tilfælde lod det kaptajn Andrew Cowan og hans 1. uafhængige artilleribatteri fra New York alene om at møde det konfødererede infanteri. Med personlig assistance af artilleri chefen Henry Hunt beordrede Cowan fem kanoner til at skyde dobbelte kardæsker samtidig. Hele den konfødererede linje foran hans front forsvandt. Hullet der opstod efter 71. Pennsylvania var imidlertid mere alvorligt, da det blot efterlod en håndfuld fra 71. regiment, 268 mand fra 69. Pennsylvania og Cushings to kanoner til at modtage de 2.500 – 3.000 mand fra Garnetts og Armisteads brigader, da de begyndte at krydse stengærdet. Irerne fra 69. Pennsylvania gjorde kraftig modstand i en melee af riffelskud, bajonetter og knytnæver. Webb, som var ydmyget over at 71. regiment havde trukket sig tilbage, bragte 72. Pennsylvania frem og stabiliserede linjen. Under kampen blev den alvorligt sårede Cushing dræbt mens han råbte til sine mænd. Han blev ramt af tre kugler, den tredje i munden. De konfødererede erobrede hans kanoner og vendte dem mod unionstropperne, men de havde ingen ammunition. Da flere unionsforstærkninger nåede frem blev forsvarslinjen uigennemtrængelig og de konfødererede begyndte at trække sig tilbage en for en, da der ikke var nogle overordnede tilbage til at beordre en formel retræte.
Infanteriangrebet varede i mindre end en time. Støtteangrebet fra Wilcox og Lang på Picketts højre side blev aldrig nogen faktor, de nærmede sig ikke Unionens linje før efter Pickett var blevet slået og deres fremrykning blev hurtigt brudt af McGilverys kanoner og af Vermont brigaden.

## Efterspil
Pickett's Charge var et blodblad. Mens Unionens tab lå på 1.500 dræbte og sårede var de konfødereredes tab på over 50 %. Picketts division havde tab på 2.655 (498 døde, 643 sårede, 833 sårede tilfangetagne og 681 tilfangetagne som ikke var sårede). Pettigrews tab vurderes til at ligger på omkring 2.700 (470 døde, 1.893 sårede, 337 fangne). Trimbles to brigader mistede 885 (155 døde, 650 sårede og 80 fangne). Wilcoxs brigade rapporterede tab på 200, Langs omkring 400. De samlede tab under angrebet var således 6.555 hvoraf mindst 1.123 blev dræbt på slagmarken. 4.019 blev såret og en stor del af de sårede blev også taget til fange. Det er vanskeligt at opgøre det totale antal fangne ud af de konfødererede rapporter. Unionsrapporter indikerer at 3.750 blev taget til fange.
Der var også store tab blandt anførerne i angrebet. Picketts tre brigadechefer og alle 15 af hans regimentschefer var døde eller sårede. Kemper var alvorligt såret blevet taget til fange af unionssoldater, blev befriet og så igen taget til fange under tilbagetoget til Virginia. Garnett og Armistead blev dræbt. Garnett havde tidligere skadet sit ben, og red på sin hest under angrebet, selv om han vidste at det betød den sikre død at ride på en hest ind i koncentreret beskydning fra fjenden. Armistead er kendt for at have ført sin brigade med sin hat på spidsen af sit sværd. Hans brigade kom længst ind i unionens linjer. Han blev dødeligt såret, og faldt i nærheden af "The Angle" ved det, der nu kaldes Konføderationens Højvandsmærke. Af de 15 regimentschefer var de 11 udgået fra Virginia Military Institute, og alle 11 gik tabt – 6 døde og 5 sårede. Trimble og Pettigrew var de højestrangerende tab denne dag. Trimble mistede et ben og Pettigrew fik en mindre skramme i hånden (blot for at dø af en kugle i maven i en mindre træfning under tilbagetoget til Virginia).
Stuarts kavaleriangreb, der indirekte skulle støtte infanteriangrebet mislykkedes. Han blev mødt og stoppet af unionskavaleri ca. 5 km mod øst i det østlige slag.
Mens soldater strejfede tilbage til de konfødererede linjer ved Seminary Rigde frygtede Lee at der ville komme en modoffensiv fra Unionen og forsøgte at få samling på centrum i fronten og fortalte de tilbagevendende soldater og general Wilcox at nederlaget var "alt sammen min skyld". General Pickett var utrøstelig resten af dagen og tilgav aldrig Lee for at have beordret angrebet. Da Lee bad Pickett om at få samling på sin division svarede Pickett efter sigende: "General Lee, jeg har ingen division"
Der kom aldrig en modoffensiv fra Unionen. Army of the Potomac var udmattet og næsten ligeså ødelagt efter de tre dage som Army of Northern Virginia. Meade var tilfreds med at have kontrollen over slagmarken. Den 4. juli respekterede hærene en uformel våbenstilstan og indsamlede deres døde og sårede. I mellemtiden modtog generalmajor Ulysses S. Grant garnisonen i Vicksburgs overgivelse. Hermed var konføderationen i realiteten skåret over i to dele ved Mississippifloden. Disse to sejre til Unionen anses i almindelighed for at være vendepunktet i den amerikanske borgerkrig.
Historien kommer nok aldrig til at kende den sande historie om Lees hensigter ved Gettysburg. Han udgav aldrig sine erindringer og hans rapport efter slaget var kursorisk. De fleste af hans øverste officerer ved angrebet var døde eller sårede og afleverede ikke rapporter. Picketts rapport var åbenbart så bitter, at Lee beordrede ham til at destruere den, og der er aldrig fundet en kopi.
Aviser i Virginia priste Picketts division fra Virginia for at have nået længst i angrebet, og aviserne brugte Picketts komparative succes til at kritisere de andre staters tropper ved slaget. Det var dette forhold som spillede en vigtig rolle for hvorfor angrebet fik navnet Pickett's Charge. Picketts militære karriere blev aldrig den samme efter angrebet, og han var ikke glad for at få sit navn kædet sammen med et mislykket angreb. Især folk fra North Carolina var længe fornærmede over sammenligningerne og pegede på den dårlige figur som Brockenbroughs virginiere gjorde under fremrykningen som en vigtig årsag til at angrebet mislykkedes. 
Efter slaget udviklede der sig en kontrovers over hvor Pickett havde været under slaget. Det faktum at 15 af hans officerer og alle tre af hans brigadegeneraler var døde eller sårede mens det lykkedes Pickett at overleve uskadt førte mange til at spørge om hvor han befandt sig under kampen, og indirekte hans personlige mod. I filmen Gettysburg fra 1993 ser man ham observere kampen fra Codori farmen ved Emmitsburg Road, men der er intet historisk belæg for dette. Det var doktrinen under Borgerkrigen af divisionschefer og derover skulle "lede bagfra" mens brigade og mere underordnede ledere skulle lede fra fronten, og selv om det ofte blev overtrådt, var der ikke noget for Pickett at skamme sig over, hvis han koordinerede angrebet fra bagområdet.
Picketts Charge blev et ikonisk symbol for den litterære og kulturelle bevægelse, der kaldtes Lost Cause. William Faulkner, indbegrebet af en sydstatsforfatter, opsummerede billedet i sydstaternes erindring om denne modige men håbløse episode
| Citat                                  | For enhver sydstatsdreng på 14 år er der ikke et men mange tidspunkter hvor klokken endnu ikke er 2 om eftermiddagen på den julidag i 1863, brigaderne er i stilling bag hegnene, kanonerne er på plads og klar i skoven og de sammenrullede flag er allerede løsnet og foldes ud, og Pickett selv, men sine lange olierede krøller og hans hat formentlig i den ene hånd og hans sværd i den anden ser op ad bakken og venter på at Longstreet skal give ordren, og det er alt sammen i vægtskålen, det er ikke sket endnu, det er ikke engang begyndt, det er ikke blot ikke begyndt, der er endnu tid til at det ikke vil begyndte mod den stilling og under disse omstændigheder som fik flere mænd end Garnet og Kemper og Armistead og Wilcox til at se alvorlige ud, men det vil begynde, det ved vi alle, vi er kommet for langt med for meget på spil og det øjeblik kræver ikke selv en 14 årig dreng for at tænke: Denne gang. Måske denne gang, med alt det som kan gå tabt og alt det som kan vindes: Pennsylvania, Maryland, verden, den gyldne kuppel i Washington, som kan krones af denne desperate og utrolige sejr i det desperate spil, som blev indledt to år tidligere. | Citat |
| William Faulkner: Intruder in the Dust | |       |

## Slagmarken i dag
Området hvor Pickett's Charge fandt sted er en af de bedst bevarede dele af slagmarken ved Gettysburg. Selv om der årligt kommer millioner af besøgende til Gettysburg National Military Park, er det kun få, som er gået i fodsporene efter Picketts division. National Park Service vedligeholder en pæn slået sti langs et hegn som fører fra Virginia Monumentet på West Confederate Avenue (Seminary Ridge) direkte østpå til Emmitsburg Road i retning af lunden. Pickett's division startede imidlertid betydelig længere mod syd, ved Spanglers farm, og drejede mod nord efter at have krydset vejen. Stien ligger mellem de to hovedfremstød i Longstreets angreb: Trimbles division rykkede frem nord for stien mens Picketts division rykkede frem længere mod syd.
Et cyclorama maleri udført af den franske maler Paul Philippoteaux med titlen Slaget ved Gettysburg, også kendt som Gettysburg Cyclorama, afbilder Pickett's Charge som det tog sig ud for unionsforsvarerne på Cemetery Ridge. Det blev færdigt og første gang fremvist i 1883 og er et af de sidste overlevende cycloramaer i De Forenede Stater. Den blev restaureret og flyttet til det nye National Park Service Visitor Center i september 2008.

## Yderligere læsning
- Gallagher, Gary W., ed., The Third Day at Gettysburg and Beyond, University of North Carolina Press, 1998, ISBN 0-8078-4753-4.
- Haskell, Frank Aretas, The Battle of Gettysburg, Kessinger Publishing, 2006, ISBN 978-1-4286-6012-0.

## Eksterne links
- Modern photograph of the Copse of Trees